# Albert Wigand
Albert Wigand (Treysa, 1821. április 21. – Marburg, 1886. október 22.) német botanikus. Botanikai szakmunkákban nevének rövidítése: „Wigand”.

## Élete
Marburgban tanult, 1845-ig Berlinben az állattant meg a növénytant tanulmányozta, 1845-ben Jenában a botanikának mikroszkópiumos részével foglalatoskodott. 1846-ban Marburgban magántanárrá habilitálták, 1850-ben professzor, 1860-ban a növénykert meg a farmakológiai intézet igazgatója volt.

## Nevezetesebb munkái
- Grundlegung der Pflanzenteratologie (Marburg, 1850)
- Intercellularsubstanz und Cuticula (Braunschweig, 1850)
- Der Braum (uo. 1854)
- Botanische Untersuchungen (uo. 1854)
- Flora von Kurhessen und Nassau (3. kiad. Kassel, 1879)
- Lehrbuch der Pharmakognosie (4. kiad. Berlin, 1887)
- Die Genealogie der Urzellen als Lösung des Descendenzproblems (Braunschweig, 1872)
- Die Auflösung der Arten durch natürliche Zuchtwahl (Hannover, 1872)
- Der Darwinismus und die Naturforschung Newtons und Cuviers (3 kötet, Braunschweig, 1874-77)
- Der Darwinismus, ein Zeichen der Zeit (Heilbronn, 1878)
- Entstehung und Fermentwirkung der Bakterien (Marburg, 1884)
- Nelumbium speciosum (Kassel, 1888)